# Strophanthus luteolus
Strophanthus luteolus är en oleanderväxtart som beskrevs av Leslie Edward Wastell Codd. Strophanthus luteolus ingår i släktet Strophanthus och familjen oleanderväxter. Inga underarter finns listade i Catalogue of Life.